# Polybia scrobalis
Polybia scrobalis är en getingart som beskrevs av Richards 1970. Polybia scrobalis ingår i släktet Polybia och familjen getingar.

## Underarter
Arten delas in i följande underarter:
- P. s. pronotalis
- P. s. surinama